# Emerkingen
Emerkingen è un comune tedesco di 834 abitanti, situato nel land del Baden-Württemberg.